# آرتسیوم پاراکاسکی
آرتسیوم پاراکاسکی (انگلیسی: Artsiom Parakhouski؛ زادهٔ ۶ اکتبر ۱۹۸۷) بازیکن بسکتبال اهل بلاروس است.
از باشگاه‌هایی که در آن بازی کرده‌است می‌توان به باشگاه بسکتبال پارتیزان و باشگاه بسکتبال آندورا اشاره کرد.